# Paint Drying
Paint Drying es una película de protesta experimental británica de 2023 producida, dirigida y filmada por Charlie Shackleton. Creó la película en 2016 para protestar contra la censura cinematográfica en el Reino Unido y el costo a veces prohibitivo que impone a los cineastas independientes el requisito de clasificación de la Junta Británica de Clasificación de Películas (BBFC).
La película consta de 10 horas y 7 minutos de una vista estática de pintura blanca secándose en una pared de ladrillos. Shackleton hizo la película para obligar a la BBFC a ver las diez horas para darle a la película una clasificación por edad . Inicialmente filmó 14 horas de metraje de pintura secándose en resolución 4K y abrió una campaña de Kickstarter para pagar la tarifa por minuto de la BBFC por una película lo más larga posible. Recaudó £ 5,936 de 686 patrocinadores. Después de revisar la película, la BBFC la calificó como 'U' para 'Universal', lo que indica "ningún material que pueda ofender o dañar". Paint Drying tuvo su primera proyección pública en la Queensland Art Gallery y la Gallery of Modern Art en Brisbane, Australia, entre el 10 y el 29 de noviembre de 2023 como parte de la exposición cinematográfica Cinema Obstructed, de la que Shackleton fue cocurador.

## Sinopsis
Una película no narrativa , Paint Drying consta de 10 horas y 7 minutos de una vista estática de pintura blanca secándose en una pared de ladrillos. Toda la película es una única toma continua, y no hay audio. Recibe su título de la expresión "como ver la pintura secarse", que hace referencia a algo muy tedioso o aburrido.
- Datos: Q22294793